# 대왕대비
대왕대비(大王大妃)는 전왕의 어머니이다. 즉 현왕의 할머니가 된다. 왕비가 왕대비로 격상된 후 현왕이 승하하면 다시 대왕대비가 된다.
본래 중국에서 칭하는 태황태후(太皇太后)에서 따온 말로, 명목상 신하국을 자처한 조선은 태(太) 자를 대(大) 자로 낮추고 후(后) 역시 비(妃)로 낮추어서 대왕대비로 명명하였다.
왕실의 최고어른으로 예우받았으며 왕실의 위엄을 상징하였다. 때문에 왕이나 조정의 대신이라 할지라도 대왕대비의 판단을 함부로 할 수 없었으며 정희왕후, 문정왕후, 정순왕후, 순원왕후 등은
수렴청정을 통하여 막후의 최고권력자가 되기도 하였다.
대왕대비가 되려면 최소한 3대의 왕을 섬겨야 하기 때문에 대왕대비가 되는 왕비들은 많지 않았다. 조선 중기 이후에는 초기에 비해 단명하거나 방계 혈통으로 보위에 오르는 임금들이 상대적으로 많았기 때문에 왕권이 실추되는 가운데 세도가문 출신의 대왕대비들의 수렴청정이 문제가 되기도 하였다. 대표적인 예로는 경주 김씨(慶州金氏) 출신의 예순대왕대비와 안동 김씨(安東金氏) 출신의 명경대왕대비가 있다.
조선 후기 정조 즉위 후 양부인 효장세자를 진종으로 추존하였을 때 당시 왕대비 김씨(정순왕후)를 2단계 승봉하여 대왕대비로 높여야 한다는 논의가 잠시 등장한 적이 있으나 실현되지 않았던 일이 있다. 순원왕후의 경우 헌종의 조모이기도 하였으며 헌종의 모친인 세자빈 조씨가 왕대비로 진봉되어서 단 하루 만에 왕대비에서 대왕대비로 올랐다.

## 조선의 역대 대왕대비
다음은 조선시대의 역대 대왕대비를 나열한 것이다.
| 국왕            | 자격 (국왕과의 관계) | 대왕대비                    | 존호   | 시호                | 배우자      | 본관      | 재위 기간 (음력/양력)              | 재위 기간 (음력/양력)             | 능묘        |
| --------------- | -------------------- | --------------------------- | ------ | ------------------- | ----------- | --------- | ---------------------------------- | --------------------------------- | ----------- |
| 성종 (成宗)     | 할머니               | 자성대왕대비 (慈聖大王大妃) | [ 1 ]  | 정희왕후 (貞熹王后) | 세조 (世祖) | 파평 윤씨 | 1469년 11월 28일 (12월 31일)       | 1483년 3월 30일 (5월 6일)         | 광릉 (光陵) |
| 연산군 (燕山君) | 할머니               | 인수대왕대비 (仁粹大王大妃) | [ 2 ]  | 소혜왕후 (昭惠王后) | 덕종 (德宗) | 청주 한씨 | 1494년 12월 29일 (1495년 1월 25일) | 1504년 4월 27일 (5월 11일)        | 경릉 (敬陵) |
| 연산군 (燕山君) | 선왕비 (작은 할머니) | 인혜대왕대비 (仁惠大王大妃) | [ 3 ]  | 안순왕후 (安順王后) | 예종 (睿宗) | 청주 한씨 | 1494년 12월 29일 (1495년 1월 25일) | 1498년 12월 23일 (1499년 2월 3일) | 창릉 (昌陵) |
| 명종 (明宗)     | 어머니               | 성렬대왕대비 (聖烈大王大妃) | [ 4 ]  | 문정왕후 (文定王后) | 중종 (中宗) | 파평 윤씨 | 1545년 7월 6일 (8월 12일)          | 1565년 4월 6일 (5월 5일)          | 태릉 (泰陵) |
| 인조 (仁祖)     | 의붓 할머니          | 소성대왕대비 (昭聖大王大妃) | [ 5 ]  | 인목왕후 (仁穆王后) | 선조 (宣祖) | 연안 김씨 | 1624년 10월 7일 (11월 17일)        | 1632년 6월 28일 (8월 13일)        | 목릉 (穆陵) |
| 현종 (顯宗)     | 의붓 할머니          | 자의대왕대비 (慈懿大王大妃) | [ 6 ]  | 장렬왕후 (莊烈王后) | 인조 (仁祖) | 양주 조씨 | 1659년 5월 9일 (6월 28일)          | 1688년 8월 26일 (9월 20일)        | 휘릉 (徽陵) |
| 숙종 (肅宗)     | 의붓 증조할머니      | 자의대왕대비 (慈懿大王大妃) | [ 6 ]  | 장렬왕후 (莊烈王后) | 인조 (仁祖) | 양주 조씨 | 1659년 5월 9일 (6월 28일)          | 1688년 8월 26일 (9월 20일)        | 휘릉 (徽陵) |
| 영조 (英祖)     | 의붓 어머니          | 혜순대왕대비 (惠順大王大妃) | [ 7 ]  | 인원왕후 (仁元王后) | 숙종 (肅宗) | 경주 김씨 | 1724년 8월 30일 (10월 16일)        | 1757년 3월 26일 (5월 13일)        | 명릉 (明陵) |
| 순조 (純祖)     | 의붓 증조할머니      | 예순대왕대비 (睿順大王大妃) | [ 8 ]  | 정순왕후 (貞純王后) | 영조 (英祖) | 경주 김씨 | 1800년 7월 4일 (8월 23일)          | 1805년 1월 12일 (2월 11일)        | 원릉 (元陵) |
| 헌종 (憲宗)     | 할머니               | 명경대왕대비 (明敬大王大妃) | [ 9 ]  | 순원왕후 (純元王后) | 순조 (純祖) | 안동 김씨 | 1834년 11월 19일 (12월 19일)       | 1857년 8월 4일 (9월 21일)         | 인릉 (仁陵) |
| 철종 (哲宗)     | 법적 어머니          | 명경대왕대비 (明敬大王大妃) | [ 9 ]  | 순원왕후 (純元王后) | 순조 (純祖) | 안동 김씨 | 1834년 11월 19일 (12월 19일)       | 1857년 8월 4일 (9월 21일)         | 인릉 (仁陵) |
| 철종 (哲宗)     | 선왕비 (법적 형수)   | 효유대왕대비 (孝裕大王大妃) | [ 10 ] | 신정왕후 (神貞王后) | 문조 (文祖) | 풍양 조씨 | 1857년 8월 10일 (9월 27일)         | 1890년 4월 17일 (6월 4일)         | 수릉 (綏陵) |
| 고종 (高宗)     | 법적 어머니          | 효유대왕대비 (孝裕大王大妃) | [ 10 ] | 신정왕후 (神貞王后) | 문조 (文祖) | 풍양 조씨 | 1857년 8월 10일 (9월 27일)         | 1890년 4월 17일 (6월 4일)         | 수릉 (綏陵) |

## 같이 보기
- 대비
- 왕대비
- 태황태후